# Die tollen Fußballstars/Episodenliste
Diese Episodenliste enthält alle Episoden der japanischen Fernsehserie Die tollen Fußballstars, sortiert nach der japanischen Erstausstrahlung. Zwischen 1983 und 1986 entstanden in fünf Staffeln insgesamt 128 Episoden mit einer Länge von jeweils etwa 25 Minuten.

## Übersicht
| Staffel | Episodenanzahl | Erstausstrahlung Japan | Erstausstrahlung Japan |
| Staffel | Episodenanzahl | Staffelpremiere        | Staffelfinale          |
| ------- | -------------- | ---------------------- | ---------------------- |
| 1       | 26             | 13. Oktober 1983       | 5. April 1984          |
| 2       | 26             | 12. April 1984         | 4. Oktober 1984        |
| 3       | 26             | 11. Oktober 1984       | 4. April 1985          |
| 4       | 26             | 11. April 1985         | 3. Oktober 1985        |
| 5       | 24             | 10. Oktober 1985       | 27. März 1986          |

## Staffel 1
Die Erstausstrahlung der ersten Staffel war vom 13. Oktober 1983 bis zum 5. April 1984 auf dem japanischen Sender TV Tokyo zu sehen.
| Nr. (ges.) | Nr. (St.) | Deutscher Titel                    | Originaltitel                                                      | Erstausstrahlung Japan |
| ---------- | --------- | ---------------------------------- | ------------------------------------------------------------------ | ---------------------- |
| 1          | 1         | Der neue Fußballstar               | Ōzora e habatake (大空へはばたけ)                                  | 13. Okt. 1983          |
| 2          | 2         | Eine Karriere beginnt              | Moero sakkā kozō (燃えろサッカー小僧)                              | 20. Okt. 1983          |
| 3          | 3         | Anstoß für die Zukunft             | Ashita e mukatte kikkuofu (明日に向って、キック・オフ)             | 27. Okt. 1983          |
| 4          | 4         | Der Fußball ist mein bester Freund | Bōru wa tomodachi (ボールは友だち)                                 | 3. Nov. 1983           |
| 5          | 5         | Wo ist der Rivale?                 | Raibaru wa doko da (ライバルはどこだ)                              | 10. Nov. 1983          |
| 6          | 6         | Abgeblockt                         | Gōru o katamero (ゴールをかためろ)                                 | 17. Nov. 1983          |
| 7          | 7         | The show must go on                | unmei no rongu shuuto (運命のロングシュート)                       | 24. Nov. 1983          |
| 8          | 8         | Ein perfektes Duo                  | sawayaka konbi tanjou (さわやかコンビ誕生)                         | 1. Dez. 1983           |
| 9          | 9         | Die letzte Chance                  | rasuto chansu nikakero (ラストチャンスにかけろ)                    | 8. Dez. 1983           |
| 10         | 10        | Ein langer Weg nach Brasilien      | yume ha burajiru he (夢はブラジルへ)                               | 15. Dez. 1983          |
| 11         | 11        | Die Provokation                    | hagure ookami kojirou arawaru (はぐれ狼小次郎あらわる)             | 22. Dez. 1983          |
| 12         | 12        | Kein leichter Weg                  | mezase ! nippon’ichi (めざせ! 日本一)                              | 29. Dez. 1983          |
| 13         | 13        | Schnelles Spiel im Matsch          | nazuma mireno nessen (泥まみれの熱戦)                              | 5. Jan. 1984           |
| 14         | 14        | Tsubasa wird belagert              | fiirudo no kikoushi (フィールドの貴公子)                           | 12. Jan. 1984          |
| 15         | 15        | Ein unfairer Gegner                | kizu darakeno kiipaa (傷だらけのキーパー)                          | 19. Jan. 1984          |
| 16         | 16        | Die Bewährungsprobe                | yume hahitotsu moe ro irebun (夢はひとつ燃えろイレブン)            | 26. Jan. 1984          |
| 17         | 17        | Die Jugend-Nationalmeisterschaft   | kaimaku ! zenkokutaikai (開幕! 全国大会)                           | 2. Feb. 1984           |
| 18         | 18        | Verhängnisvolle Konfrontation      | shukumei no taiketsu ! tsubasa VS kojirou (宿命の対決! 翼VS小次郎) | 9. Feb. 1984           |
| 19         | 19        | Der gewaltige Schuß                | kyoufu no dangan shuuto (恐怖の弾丸シュート)                       | 16. Feb. 1984          |
| 20         | 20        | Fußball ist mein Traum             | naku na ! tsubasa (サッカーは俺の夢だ！)                           | 23. Feb. 1984          |
| 21         | 21        | Kein Sieg im Halbfinale            | naku na ! tsubasa (泣くな! 翼)                                     | 1. März 1984           |
| 22         | 22        | Die Brüder Tashibana               | futago no sutoraikaa (双子のストライカー)                          | 8. März 1984           |
| 23         | 23        | Ryo macht ein Eigentor             | ishizaki no dai chonbo (石崎の大チョンボ)                          | 15. März 1984          |
| 24         | 24        | Der Kampf ums Endspiel             | kuuchuu dai kessen (空中大決戦)                                    | 22. März 1984          |
| 25         | 25        | Der beste Torwart des Turniers     | ore ga taikai ichi no kiipaa da ! (俺が大会一のキーパーだ!)        | 29. März 1984          |
| 26         | 26        | Das Ende einer Karriere            | garasu no eusu (ガラスのエース)                                    | 5. Apr. 1984           |

## Staffel 2
Die Erstausstrahlung der zweiten Staffel war vom 12. April bis zum 4. Oktober 1984 auf dem japanischen Sender TV Tokyo zu sehen.
| Nr. (ges.) | Nr. (St.) | Deutscher Titel                     | Originaltitel                                                             | Erstausstrahlung Japan |
| ---------- | --------- | ----------------------------------- | ------------------------------------------------------------------------- | ---------------------- |
| 27         | 1         | Zusammenstöße im Halbfinale         | besuto 4 ! gekitotsu (ベスト4！激突)                                      | 12. Apr. 1984          |
| 28         | 2         | Die tapferen Kämpfer aus dem Norden | kitaguni no atsuki irebun (北国の熱きイレブン)                            | 19. Apr. 1984          |
| 29         | 3         | Harte Konfrontationen               | chi midorono taiketsu (血みどろの対決)                                    | 26. Apr. 1984          |
| 30         | 4         | Ein verwundeter Prinz               | kizu darakeno kikoushi (傷だらけの貴公子)                                 | 3. Mai 1984            |
| 31         | 5         | Ein brillianter [sic!] Kampf        | karei naru taiketsu (華麗なる対決)                                        | 10. Mai 1984           |
| 32         | 6         | Tsubasa in der Falle                | tsubasa wo wana nikakero (翼をワナにかけろ)                               | 17. Mai 1984           |
| 33         | 7         | Ich kann nicht spielen              | tobenai tsubasa (とべない翼)                                              | 24. Mai 1984           |
| 34         | 8         | Tsubasas Auferstehung               | yomigaere tsubasa (よみがえれ翼)                                          | 31. Mai 1984           |
| 35         | 9         | Misugi, du darfst nicht sterben     | atsushi shina naide (淳死なないで)                                        | 7. Juni 1984           |
| 36         | 10        | Noch schlägt mein Herz              | boku no shinzou mada ugoi teiru (ボクの心臓まだ動いている)                | 14. Juni 1984          |
| 37         | 11        | Der Mega-Schuß                      | kiseki no chou rongu shuuto (奇跡の超ロングシュート)                      | 21. Juni 1984          |
| 38         | 12        | Ein weiser Entschluß                | nemure ru mouko . kojirou (眠れる猛虎・小次郎)                            | 28. Juni 1984          |
| 39         | 13        | Das Finale                          | fukkatsu ! tensai kiipaa wakabayashi (復活！天才キーパー若林)             | 5. Juli 1984           |
| 40         | 14        | Der Doppeltreffer                   | deta ! sensei no tsuin shuuto (出た！先制のツインシュート)                | 12. Juli 1984          |
| 41         | 15        | Das Duell                           | gekitotsu ! wakabayashi tsui kojirou (激突！若林対小次郎)                 | 19. Juli 1984          |
| 42         | 16        | Brüll, Löwe                         | mouko yo kiba womuke ! (猛虎よ牙をむけ！)                                 | 26. Juli 1984          |
| 43         | 17        | Der FC Nankatsu in der Krise        | abunau shi ! gouruden konbi (危うし！ゴールデンコンビ)                    | 2. Aug. 1984           |
| 44         | 18        | Das Ausgleichstor                   | honoo no daibinguheddo (炎のダイビングヘッド)                             | 9. Aug. 1984           |
| 45         | 19        | Das Spiel ohne Asse                 | pinchi ! eusu naki tatakai (ピンチ！エースなき戦い)                       | 16. Aug. 1984          |
| 46         | 20        | Wider besseren Wissens [sic!]       | yatta ! ishizaki tokui no ganmen burokku (やった！石崎得意の顔面ブロック) | 23. Aug. 1984          |
| 47         | 21        | Kojiros Siegeszeichen               | kojirou no V sain (小次郎のVサイン)                                       | 30. Aug. 1984          |
| 48         | 22        | Verpatzter Fallrückzieher           | kiseki wo yobu toripuru shuuto (奇跡を呼ぶトリプルシュート)               | 6. Sep. 1984           |
| 49         | 23        | Der Kampf geht weiter               | shakunetsu no enchousen (灼熱の延長戦)                                    | 13. Sep. 1984          |
| 50         | 24        | Die Verlängerung                    | aa maboroshi no gouru !? (ああ幻のゴール!?)                               | 20. Sep. 1984          |
| 51         | 25        | Was bringt die Verlängerung         | ore tachiha make nai ! (オレたちは負けない！)                             | 27. Sep. 1984          |
| 52         | 26        | Abgerechnet wird zum Schluß         | shitou ! saienchou sen (死闘！再延長戦)                                   | 4. Okt. 1984           |

## Staffel 3
Die Erstausstrahlung der dritten Staffel war vom 11. Oktober 1984 bis zum 4. April 1985 auf dem japanischen Sender TV Tokyo zu sehen.
| Nr. (ges.) | Nr. (St.) | Deutscher Titel            | Originaltitel                                                             | Erstausstrahlung Japan |
| ---------- | --------- | -------------------------- | ------------------------------------------------------------------------- | ---------------------- |
| 53         | 1         | Zwei sind besser als Einer | fukkatsu ! gouruden konbi (復活！ゴールデンコンビ)                        | 11. Okt. 1984          |
| 54         | 2         | Das Duell der Stürmer      | saigo no kessen ! tsubasa tai kojirou (最後の決戦!翼対小次郎)             | 18. Okt. 1984          |
| 55         | 3         | Tränen trotz Erfolg        | eikou soshite sayonara (栄光そしてサヨナラ)                               | 25. Okt. 1984          |
| 56         | 4         | Doppelter Abschied         | sorezoreno tabidachi (それぞれの旅立ち)                                   | 1. Nov. 1984           |
| 57         | 5         | Der neue Rivale            | ore tachi chuugaku sannensei (オレたち中学三年生)                         | 8. Nov. 1984           |
| 58         | 6         | Auf zum 3. Sieg            | V3 heno atsuki sutaato (V3への熱きスタート)                               | 15. Nov. 1984          |
| 59         | 7         | Nankatsu gegen Otomo       | arata naru raibaru (新たなるライバル)                                     | 22. Nov. 1984          |
| 60         | 8         | Tsubasa wird zum Habicht   | tsubasa yo ! fiIrudo no taka ninare (翼よ！フィールドの鷹になれ)          | 29. Nov. 1984          |
| 61         | 9         | Der Volley-Falken-Schuß    | no^torappu hayabusa shuUto (ノートラップ隼シュート)                       | 6. Dez. 1984           |
| 62         | 10        | Die Herausforderung        | chousensha tachino rarabai (挑戦者たちのララバイ)                         | 13. Dez. 1984          |
| 63         | 11        | Entscheidungen             | datou . tsubasa ! ore ga hiIrou da (打倒・翼！オレがヒーローだ)           | 20. Dez. 1984          |
| 64         | 12        | Wettlauf gegen die Zeit    | gou,te,so.i.shi.ke.wosaaso?u(maru) (甦ったエース・三杉淳)                 | 27. Dez. 1984          |
| 65         | 13        | Die Europareise            | yume no taiketsu ! san sugi tsui kojirou (夢の対決！三杉対小次郎)         | 3. Jan. 1985           |
| 66         | 14        | Der Zweikampf              | youroppa hatsu tsubasa kunhe (ヨーロッパ発翼くんへ)                       | 10. Jan. 1985          |
| 67         | 15        | Ein König dankt ab         | fiirudo ni chitta kikoushi (フィールドに散った貴公子)                     | 17. Jan. 1985          |
| 68         | 16        | Der Brief                  | wakabayashi karano tegami (若林からの手紙)                                | 24. Jan. 1985          |
| 69         | 17        | Die Landesmeisterschaft    | kiba wotogu mouko . kojirou (牙をとぐ猛虎・小次郎)                        | 31. Jan. 1985          |
| 70         | 18        | Ein starker Gegner         | mezase V3 ! haran no kaimaku (めざせV3！波乱の開幕)                       | 7. Feb. 1985           |
| 71         | 19        | Der Distanzschuß           | kime ro ! doraibu shuuto (決めろ！ドライブシュート)                       | 14. Feb. 1985          |
| 72         | 20        | Das heimliche Tor          | fusege ! hissatsu no kamisori shuuto (防げ！必殺のカミソリシュート)       | 21. Feb. 1985          |
| 73         | 21        | Ein Rivale gibt nicht auf  | raibaru tachino atsuki ashioto (ライバルたちの熱き足音)                   | 28. Feb. 1985          |
| 74         | 22        | Luftakrobaten              | deta ! sukairabu . harikeun (出た！スカイラブ・ハリケーン)                | 7. März 1985           |
| 75         | 23        | Der Katapultschuß          | tsubasa yo dare yorimo takaku tobe (翼よ誰よりも高く飛べ)                 | 14. März 1985          |
| 76         | 24        | Die Akrobaten              | tachibana kyoudai . hissatsu no konbipureu (立花兄弟・必殺のコンビプレー) | 21. März 1985          |
| 77         | 25        | Ein neuer Trick            | kime ro ! suraideingu shuuto (決めろ！スライディングシュート)             | 28. März 1985          |
| 78         | 26        | Das Viertelfinale          | gekitotsu ! besuto 8 (激突！ベスト8)                                      | 4. Apr. 1985           |

## Staffel 4
Die Erstausstrahlung der vierten Staffel war vom 11. April bis zum 3. Oktober 1985 auf dem japanischen Sender TV Tokyo zu sehen.
| Nr. (ges.) | Nr. (St.) | Deutscher Titel                         | Originaltitel                                                                              | Erstausstrahlung Japan |
| ---------- | --------- | --------------------------------------- | ------------------------------------------------------------------------------------------ | ---------------------- |
| 79         | 1         | Eine ereignislose Begegnung             | kita no kou washi . matsuyama hikari (北の荒鷲・松山光)                                    | 11. Apr. 1985          |
| 80         | 2         | Tsugitos Trickkiste                     | beuru wonuida kai warabe tsugi fuji hiroshi (ベールをぬいだ怪童次藤洋)                     | 18. Apr. 1985          |
| 81         | 3         | Ein Falke mit lahmen Flügeln            | hane womogareta fi^rudo no taka (羽をもがれたフィールドの鷹)                               | 25. Apr. 1985          |
| 82         | 4         | Ein besonderer Schuß                    | kihaku no renzoku doraibu shuuto (気迫の連続ドライブシュート)                              | 2. Mai 1985            |
| 83         | 5         | Der Kampf geht weiter                   | gekitotsu ! gouru mae no shitou (激突！ゴール前の死闘)                                     | 9. Mai 1985            |
| 84         | 6         | Team-Arbeit                             | fumetsu no chiimuwaaku (不滅のチームワーク)                                                | 16. Mai 1985           |
| 85         | 7         | Spielvorbereitungen                     | moe agare ! besuto 4 (燃えあがれ！ベスト4)                                                 | 23. Mai 1985           |
| 86         | 8         | Hilferuf zur Ersatzbank                 | wakashimadu . munen no hatsu shitten (若島津・無念の初失点)                                | 30. Mai 1985           |
| 87         | 9         | Das Geschenk für den Kapitän            | ori no nakano mouko . kojirou (オリの中の猛虎・小次郎)                                     | 6. Juni 1985           |
| 88         | 10        | Höchstleistungen                        | ikari no taigaa gundan !! (怒りのタイガー軍団!!)                                           | 13. Juni 1985          |
| 89         | 11        | Der Brief aus Europa                    | misaki tarou no youroppa tayori (岬太郎のヨーロッパ便り)                                   | 20. Juni 1985          |
| 90         | 12        | Wer wird ausgewählt?                    | yume no youroppa ensei . eraba rerunoha dareka !? (夢のヨーロッパ遠征・選ばれるのは誰か!?) | 27. Juni 1985          |
| 91         | 13        | Wo die Liebe hinfällt                   | fiirudo ni tobe ! washi to taka (フィールドに翔べ！鷲と鷹)                                 | 4. Juli 1985           |
| 92         | 14        | Spielrausch                             | kita no kou washi . muteki no rongu shuuto (北の荒鷲・無敵のロングシュート)                | 11. Juli 1985          |
| 93         | 15        | Fairness geht vor                       | shouri heno gyakushuu (勝利への逆襲)                                                       | 18. Juli 1985          |
| 94         | 16        | Der Angriff                             | moukou ! shi renzoku shuuto (猛攻！四連続シュート)                                         | 25. Juli 1985          |
| 95         | 17        | Ein Kapitän als Held                    | kizu darakeno tsubasa yomigaere fushichou (傷だらけの翼よみがえれ不死鳥)                   | 1. Aug. 1985           |
| 96         | 18        | Bittere Tränen                          | saraba kita no senshi (さらば北の戦士)                                                     | 8. Aug. 1985           |
| 97         | 19        | Hyugas Herausforderung                  | mouko no chousenjou (猛虎の挑戦状)                                                         | 15. Aug. 1985          |
| 98         | 20        | Fieberphantasien                        | youroppa no atsuki chikai wo omoidase (ヨーロッパの熱き誓いを思い出せ)                     | 22. Aug. 1985          |
| 99         | 21        | Matchwinner Tsubasa                     | tsubasa tsui ingurando juu sensha gundan (翼対イングランド重戦車軍団)                      | 29. Aug. 1985          |
| 100        | 22        | Ein knapper Sieg                        | aratanaru shiren (あらたなる試練)                                                          | 5. Sep. 1985           |
| 101        | 23        | Tsubasa gegen Pierre – ein fairer Kampf | moe ru fi^rudo tsubasa tsui pieuru !! (燃えるフィールド翼対ピエール!!)                     | 12. Sep. 1985          |
| 102        | 24        | Die Macht des Kaisers                   | taose ! yo^roppa . nanbaa wan (倒せ！ヨーロッパ・ナンバーワン)                             | 19. Sep. 1985          |
| 103        | 25        | Unerwarteter Besuch                     | muteki no koutei . shunaidaa (無敵の皇帝・シュナイダー)                                    | 26. Sep. 1985          |
| 104        | 26        | Ein Traum-Finale                        | eikou heno rasutokikku (栄光へのラストキック)                                              | 3. Okt. 1985           |

## Staffel 5
Die Erstausstrahlung der fünften Staffel war vom 10. Oktober 1985 bis zum 27. März 1986 auf dem japanischen Sender TV Tokyo zu sehen.
| Nr. (ges.) | Nr. (St.) | Deutscher Titel           | Originaltitel                                                       | Erstausstrahlung Japan |
| ---------- | --------- | ------------------------- | ------------------------------------------------------------------- | ---------------------- |
| 105        | 1         | Der letzte Kampf beginnt  | shukumei no taiketsu, futatabi (宿命の対決、ふたたび)               | 10. Okt. 1985          |
| 106        | 2         | Das große Finale          | seiki no rasuto . faito (世紀のラスト・ファイト)                    | 17. Okt. 1985          |
| 107        | 3         | Nankatsu liegt zurück     | sensei no suupaa shotto ! (先制のスーパーショット！)                | 24. Okt. 1985          |
| 108        | 4         | Nur nicht aufgeben        | gyakushuu no doraibu shuuto (逆襲のドライブシュート)                | 31. Okt. 1985          |
| 109        | 5         | Der Tiger kämpft allein   | hi wofuku taigaa shoto (火をふくタイガーショト)                     | 7. Nov. 1985           |
| 110        | 6         | Ein verzweifelter Kampf   | ouja . minami kuzu saidai no kiki (王者・南葛最大の危機)            | 14. Nov. 1985          |
| 111        | 7         | Tsubasa gibt nicht auf    | kiseki no doraibu shuuto (奇跡のドライブシュート)                   | 21. Nov. 1985          |
| 112        | 8         | Das Anschlußtor           | hyuuga kojirou no hangeki ! (日向小次郎の反撃！)                    | 28. Nov. 1985          |
| 113        | 9         | Nervenkitzel              | mai aga re ! fushichou (舞い上がれ！不死鳥)                         | 5. Dez. 1985           |
| 114        | 10        | Devise: Durchhalten       | moe ro ! honoo no chiimuwaaku (燃えろ！炎のチームワーク)            | 12. Dez. 1985          |
| 115        | 11        | Das Traumtor              | yume no daibingu . oubaaheddo (夢のダイビング・オーバーヘッド)      | 19. Dez. 1985          |
| 116        | 12        | Auf Messers Schneide      | rasutogouru ha ore ga toru ! (ラストゴールは俺が取る！)             | 26. Dez. 1985          |
| 117        | 13        | Mit geballter Kraft       | mamori nuke ! ore tachino gouru (守り抜け！俺たちのゴール)          | 9. Jan. 1986           |
| 118        | 14        | Die Spannung steigt       | hashire tsubasa ! shouri no gouru e (走れ翼！勝利のゴールへ)        | 16. Jan. 1986          |
| 119        | 15        | Der mißglückte Tigerschuß | unmei no taimu . appu (運命のタイム・アップ)                        | 23. Jan. 1986          |
| 120        | 16        | Immer noch unentschieden  | kake nukero ! V3 ha ore tachino yume (駆けぬけろ！V3はオレたちの夢) | 30. Jan. 1986          |
| 121        | 17        | Bis zum letzten Atemzug   | kiseki woyobu fiirudo no taka (奇跡をよぶフィールドの鷹)            | 6. Feb. 1986           |
| 122        | 18        | Nur noch 10 Minuten …     | fukkatsu ore tachino kyaputen (復活オレたちのキャプテン)            | 13. Feb. 1986          |
| 123        | 19        | Jetzt geht’s um alles!    | tsubasa no saishuu sakusen !! (翼の最終作戦!!)                      | 20. Feb. 1986          |
| 124        | 20        | In letzter Minute         | kizu darakeno hiirou (傷だらけのヒーロー)                           | 27. Feb. 1986          |
| 125        | 21        | Der geteilte Sieg         | eikou soshite aratana ru tabidachi (栄光そして新なる旅立ち)         | 6. März 1986           |
| 126        | 22        | Erinnerungen              | saikou no tomo ore to wakabayashi gen san (最高の友俺と若林源三)    | 13. März 1986          |
| 127        | 23        | Hoffen auf Europa         | eien no paatonaa ore to misaki tarou (永遠のパートナー俺と岬太郎)   | 20. März 1986          |
| 128        | 24        | Die 17 Besten             | habatake ! kagayake ru senshi tachi (はばたけ！輝ける戦士たち)      | 27. März 1986          |